# Alejandro Ramírez
Alejandro Tadeo Ramírez Álvarez (San José, 21 giugno 1988) è uno scacchista costaricano naturalizzato statunitense, Grande maestro.
Ha iniziato la sua carriera scacchistica dopo aver visto all'età di quattro anni il film Searching for Bobby Fischer, ispirato alla vita di Bobby Fischer. Il suo primo insegnante di scacchi è stato il padre, ma in seguito ha sviluppato un suo stile originale.
Ramírez è diventato Maestro Internazionale all'età di 13 anni e ha completato le tre norme di GM a 15 anni, fatto che lo rese all'epoca il primo Grande Maestro di sempre in America centrale e il più giovane del continente, avendo ottenuto il titolo precedendo lo stesso Bobby Fischer.
In agosto 2010 ha vinto il U.S. Open Championship a Irvine in California.
Nel 2013 si è classificato secondo dopo gli spareggi sotto Gata Kamsky nel Campionato USA di Saint Louis: dopo aver pattato le prime due partite blitz ha perso la decisiva partita Armageddon.
Ha studiato all'Università del Texas a Dallas. Ha un Master's degree in Arte e Tecnologia, incentrato sul design dei videogiochi.